# Бірюм
Бірюм  (нід. Bierum) — село у провінції Гронінген, на північному сході Нідерландів. Входить до складу муніципалітету Емсделта.